# Prokles (Epidauros)
Prokles (altgriechisch Προκλῆς = Herausforderer) war ein Tyrann von Epidauros. Es wird vermutet, dass er in der zweiten Hälfte des 7. Jahrhunderts v. Chr. regierte und um 610 v. Chr. starb.
Prokles war mit Eristheneia, der Tochter des Aristokrates, verheiratet. Sie waren die Eltern der Melissa, die den korinthischen Tyrannen Periander heiratete. Während eines Wutanfalls tötete Periander seine schwangere Frau jedoch aus Versehen durch einen Schemelwurf oder Fußtritt. Ihre Söhne verbrachten nun einige Zeit bei ihrem Großvater Prokles. Als sie wieder nach Korinth abreisten, fragte Prokles sie, ob sie wüssten, wer ihre Mutter getötet hat. Während der ältere Kypselos dies ignorierte, stimmte dies Lykophron nachdenklich. Als er in Korinth ankam, sprach er nicht mehr mit seinem Vater und ging ihm aus dem Weg. Schließlich begab er sich nach Kerkyra und kehrte nie wieder heim. Periander fragte seinen älteren Sohn, was in Epidauros vorgefallen war, und dieser erzählte ihm, was Prokles beim Abschied gesagt hatte. Nun zog Periander mit einem Heer gegen Epidauros, eroberte die Stadt und führte Prokles gefangen nach Korinth, da er ihm die Schuld an dem tiefen Zerwürfnis zwischen ihm und Lykophron gab.
Nach Plutarch war Prokles grausam und handelte widerrechtlich. So soll er den Boten Timarchos, der Geld aus Athen überbrachte, erst bewirtet haben und ließ ihn dann durch Kleandros von Ägina ermorden. Dieser versenkte den Leichnam in einem Korb im Meer. Nur Prokles und Kleandros wussten darüber Bescheid. Als Prokles in schlimme Bedrängnis kam, schickte er seinen Bruder Kleotimos heimlich nach Delphi, um das Orakel zu seiner Flucht in ein anderes Land zu befragen. Das Orakel gab als Fluchtort den Ort an, an den sein äginetischer Freund den Korb gebracht hatte, oder dort, wo der Hirsch sein Geweih verbirgt – er sollte sich also entweder im Meer versenken oder unter die Erde begeben, da Hirsche angeblich ihr abgeworfenes Geweih vergraben würden. Als Prokles schließlich floh, wurde er von den Freunden des Timarchos gefangen, umgebracht und im Meer versenkt. Die Gräber des Prokles und der Melissa sollen sich an der Straße von Epidauros zum Asklepieion von Epidauros, nicht weit von der Stadt befunden haben.